# Pilea macrantha
Pilea macrantha är en nässelväxtart som beskrevs av Ellsworth Paine Killip. Pilea macrantha ingår i släktet pileor, och familjen nässelväxter. Inga underarter finns listade i Catalogue of Life.